# Ettayapuram
Ettayapuram (o Ettaiyapuram) è una suddivisione dell'India, classificata come town panchayat, di 12.800 abitanti, situata nel distretto di Thoothukudi, nello stato federato del Tamil Nadu. In base al numero di abitanti la città rientra nella classe IV (da 10.000 a 19.999 persone).

## Geografia fisica
La città è situata a 9° 9' 0 N e 77° 58' 60 E e ha un'altitudine di 60 m s.l.m..

## Società

### Evoluzione demografica
Al censimento del 2001 la popolazione di Ettayapuram assommava a 12.800 persone, delle quali 6.123 maschi e 6.677 femmine. I bambini di età inferiore o uguale ai sei anni assommavano a 1.303, dei quali 664 maschi e 639 femmine. Infine, coloro che erano in grado di saper almeno leggere e scrivere erano 8.862, dei quali 4.781 maschi e 4.081 femmine.